# Temple de Kailâsanâtha
Le Temple de Kailâsanâtha, ou Temple de Kailashnath ,  Temple de Kailash, Kailāsa, fait partie d'un ensemble de monastères et temples situé à Ellorâ, Maharashtra, Inde. C'est un ensemble de constructions sur plus de 2 km² creusés dans la paroi d'une haute falaise en basalte. Des 34 monastères et temples, le Kailasa qui occupe la grotte n°16 est le plus connu en raison de sa taille, de son architecture et de sa décoration. Il a été construit par l'excavation et le creusement de la falaise. C'est un exemple significatif d'architecture monolithe.
Le temple rappelle le Mont Kailash, demeure du dieu Shiva. Il a été construit au VIIIe siècle par le roi Krishna 1er de la dynastie Rashtrakuta, à l'époque où l'Inde repassait peu à peu du bouddhisme à l'hindouisme. En raison d'un manque de références, les maitres d'ouvrage se sont inspirés des constructions du royaume Chalukya qui avait été vaincu.
Localement, il était dénommé Ranga mahal (palais de couleur).
Il a été construit (ou plutôt excavé) par le creusement de la falaise à partir de son sommet vers le bas, pour dégager les cours, espaces libres, mais aussi les salles intérieures, en conservant les piliers et les murs nécessaires, ainsi que les sculptures et les décorations souhaitées. C'est probablement la plus grande construction monolithique du monde
.
On estime qu'environ 400 000 tonnes de roches ont été dégagées sur une centaine d'années pour construire cette structure monolithique.
L'excavation mesure 84 m de longueur, 47 de largeur et 33 de « hauteur ». Le temple lui-même est long de 45 m et large de 30 m.
Des marques de ciseau ont conduit les archéologues à estimer que trois types de ciseaux furent utilisés.

## Architecture générale

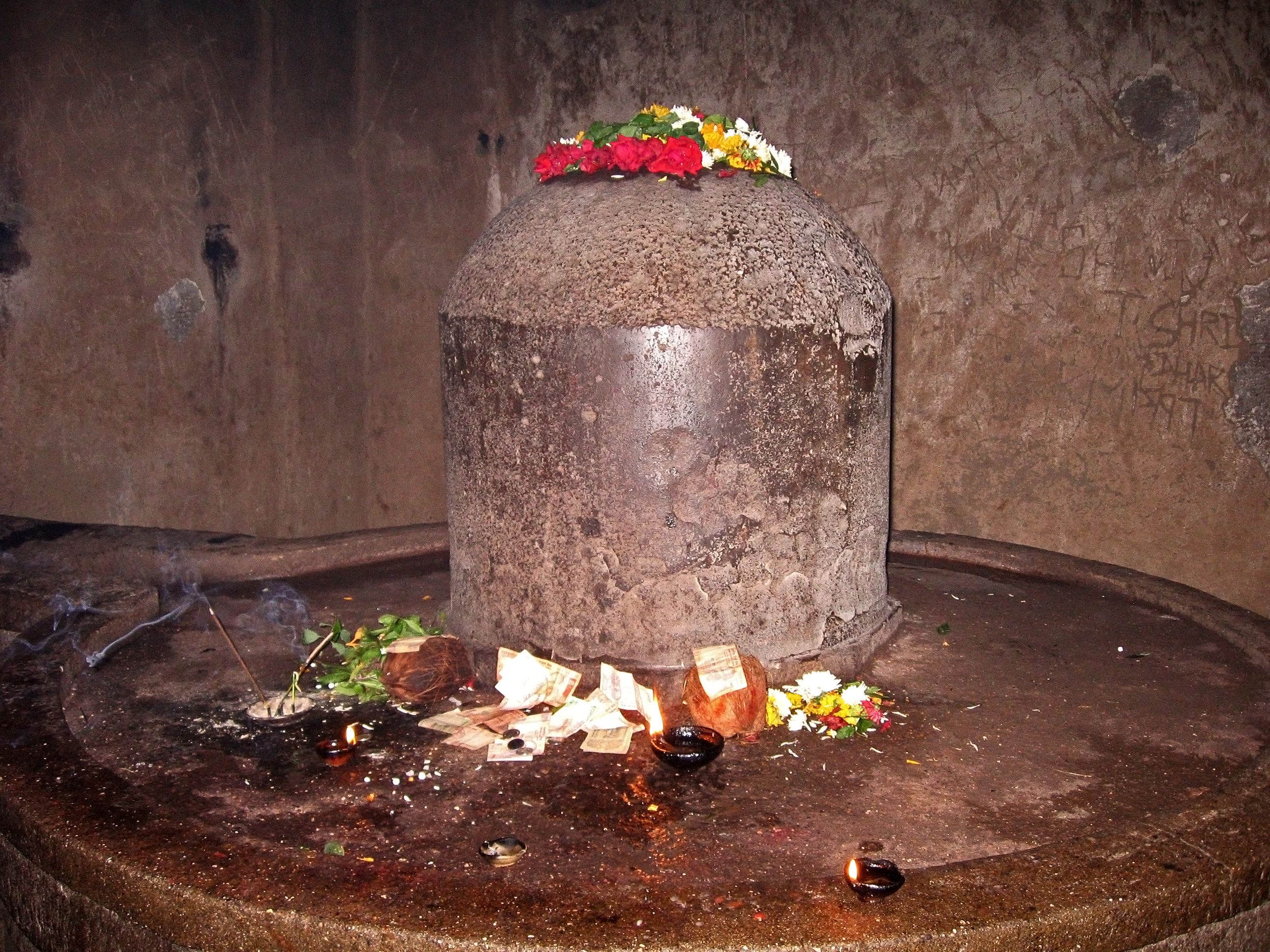
Shiva linga du temple de Kailash

Toutes les sculptures sont faites sur plus d'un niveau. Une passerelle à deux étages s'ouvre pour révéler une cour en forme de U. La cour est bordée par une arcade à colonnes sur trois étages. Les arcades sont ponctuées par d'immenses panneaux sculptés et des alcôves contenant de grandes sculptures d'un grand nombre de divinités. À l'origine, des ponts de pierre suspendus reliaient ces galeries aux structures du temple central, mais ils se sont effondrés.
Le plan est typique de la future architecture dravidienne : Après la porte d'entrée (gopuram), s'élève un pavillon dédié au taureau sacré Nandi, la monture de Shiva : le Nandi Mandapa. Nandi regarde en direction du temple central qui abrite le lingam. Le Nandi Mandapa et le temple principal font chacun environ 7 mètres de haut et sont construits sur deux étages. La base du temple a été sculptée avec des éléphants qui semblent porter la structure.
Un pont de roche relie le Nandi Mandapa à une salle dans la pénombre (mandapa) qui assure la transition avec le cœur du temple, le garbha griha où se trouve le lingam de Shiva. Extérieurement, le temple lui-même est en forme de tour pyramidale (vimana) comme dans les temples du sud de l'Inde. De part et d'autre de la tour, deux portes s'ouvrent du mandapa sur le déambulatoire (pradakshina) en bordure duquel des sanctuaires accessoires reprennent les motifs de divinités secondaires .
Le sanctuaire comporte aussi des piliers, fenêtres, salles intérieures et extérieures, salles de réunion. Toutes les parois en pierre sont sculptées avec des niches, des fenêtres, des maithunas et des images de divinités.
Sur le côté gauche de l'entrée, la plupart des divinités sont shivaïtes (disciples de Shiva) alors que sur le côté droit, les divinités sont vishnuites (partisans de Vishnu).
Il y a deux Dhvajastambhas (piliers avec un mât) dans la Cour principale.
On y trouve aussi une grande sculpture du démon Ravana essayant de soulever le Mont Kailash demeure de Shiva ayant inspiré le temple. C'est une œuvre majeure de l'art indien. Ravana était un démon qui voulait ébranler la montagne de Shiva selon un épisode du Ramayana. Pour se défendre, Shiva pose simplement son pied sur Ravana et l'immobilise . On trouve aussi une représentation de Vishnu en homme-lion déchiquetant le corps d'un démon .

## Galerie

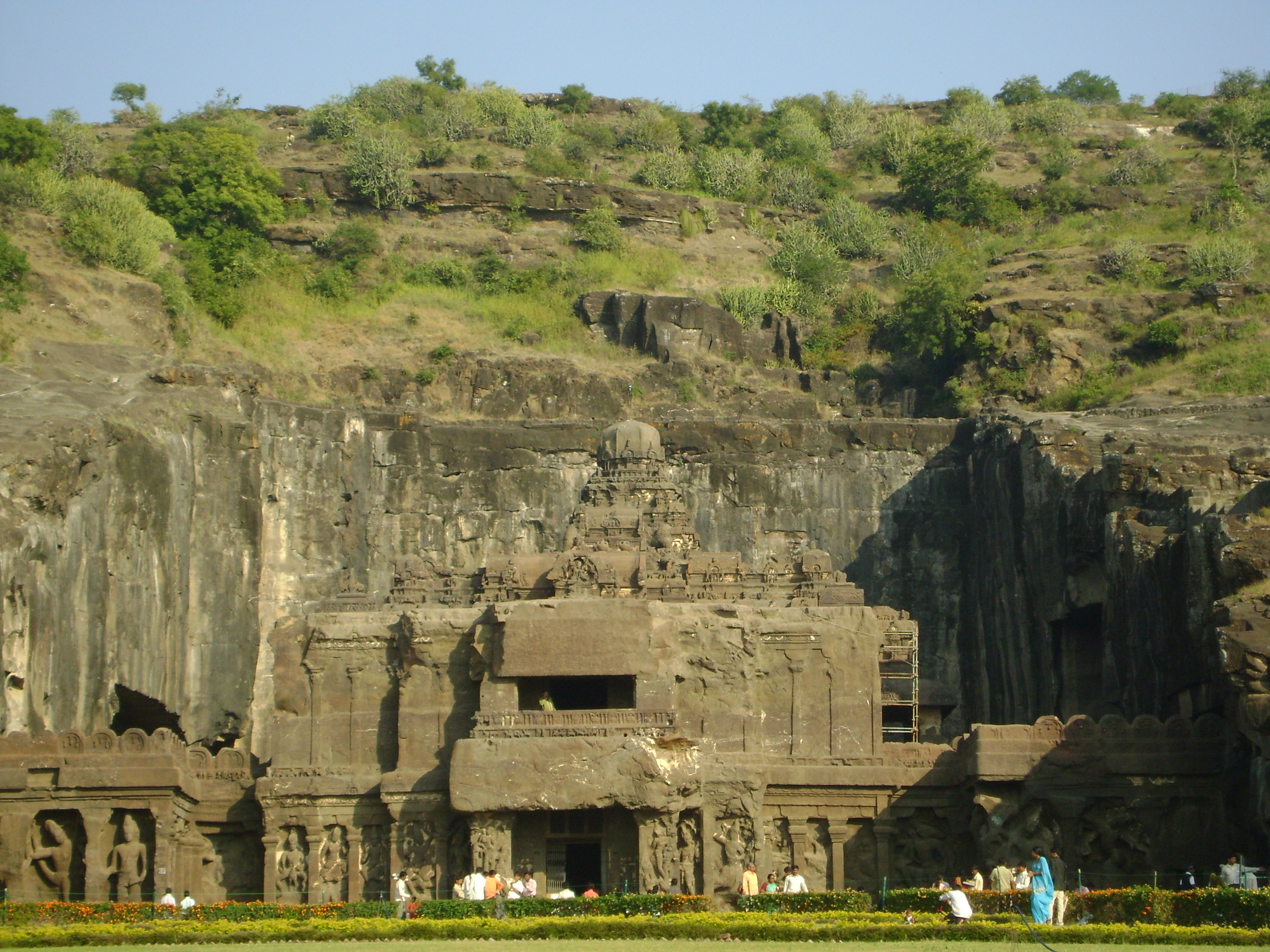
La façade du temple central.
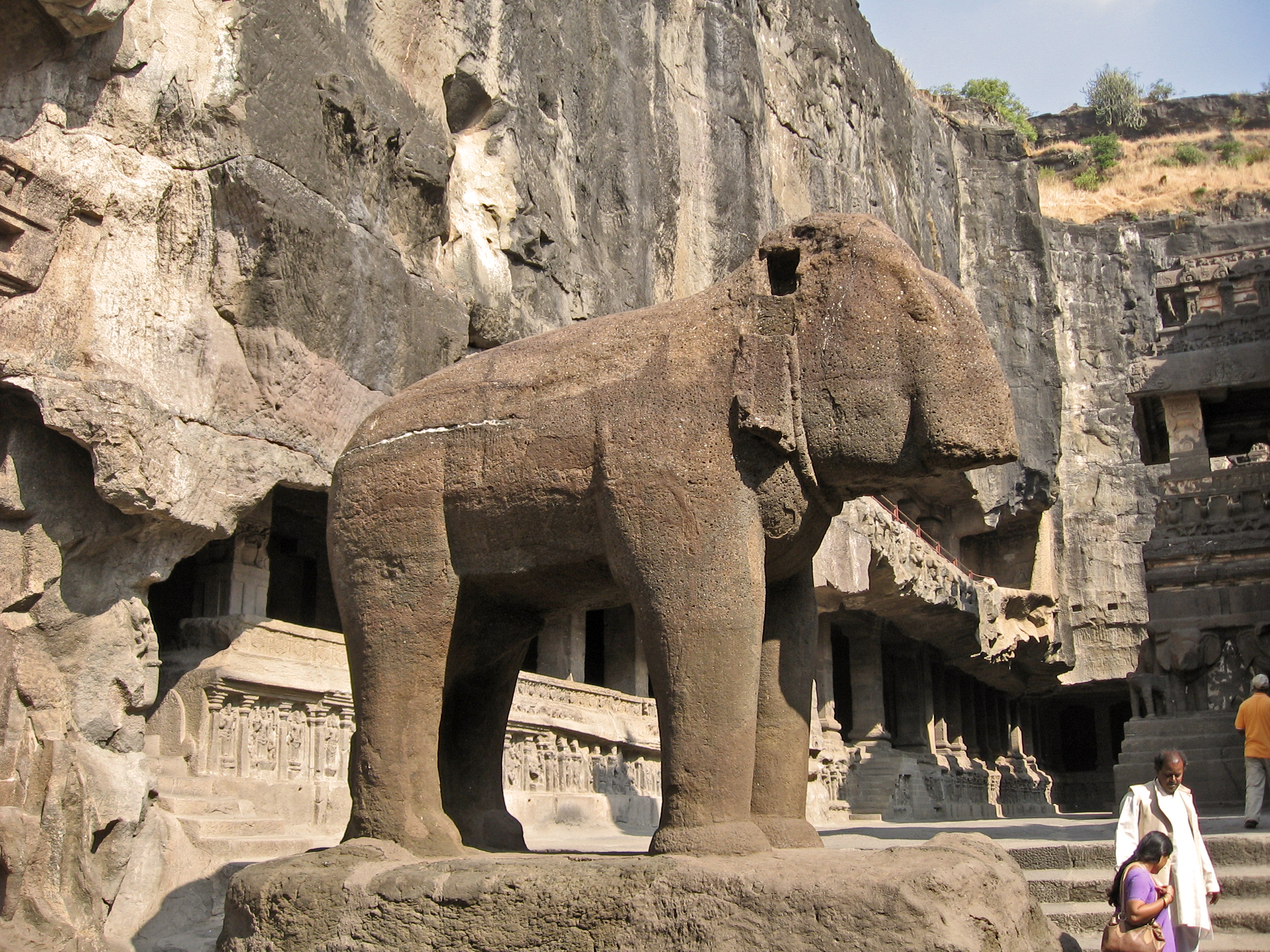
Éléphant sculpté dans la roche.
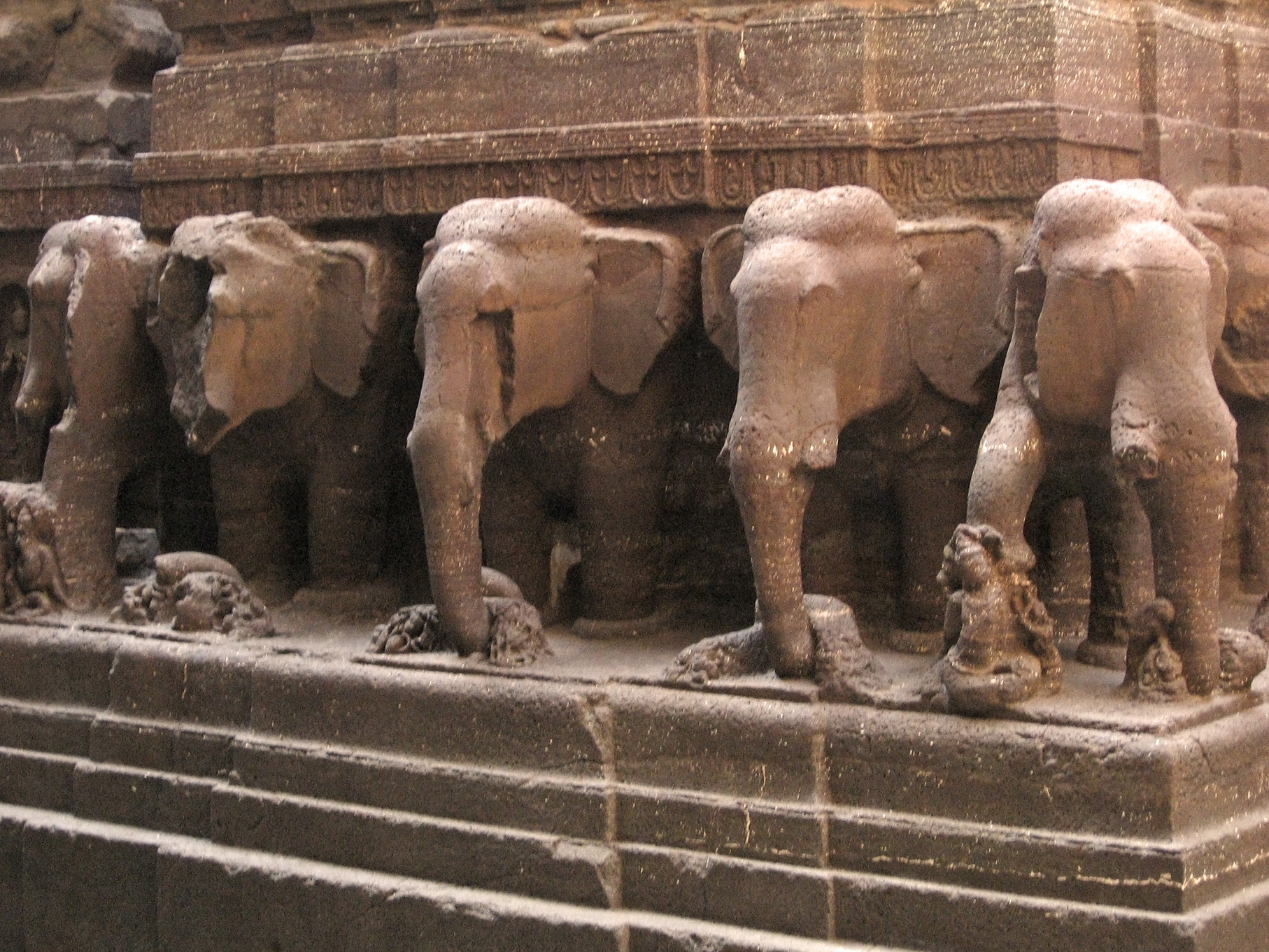
Les éléphants sur la base.
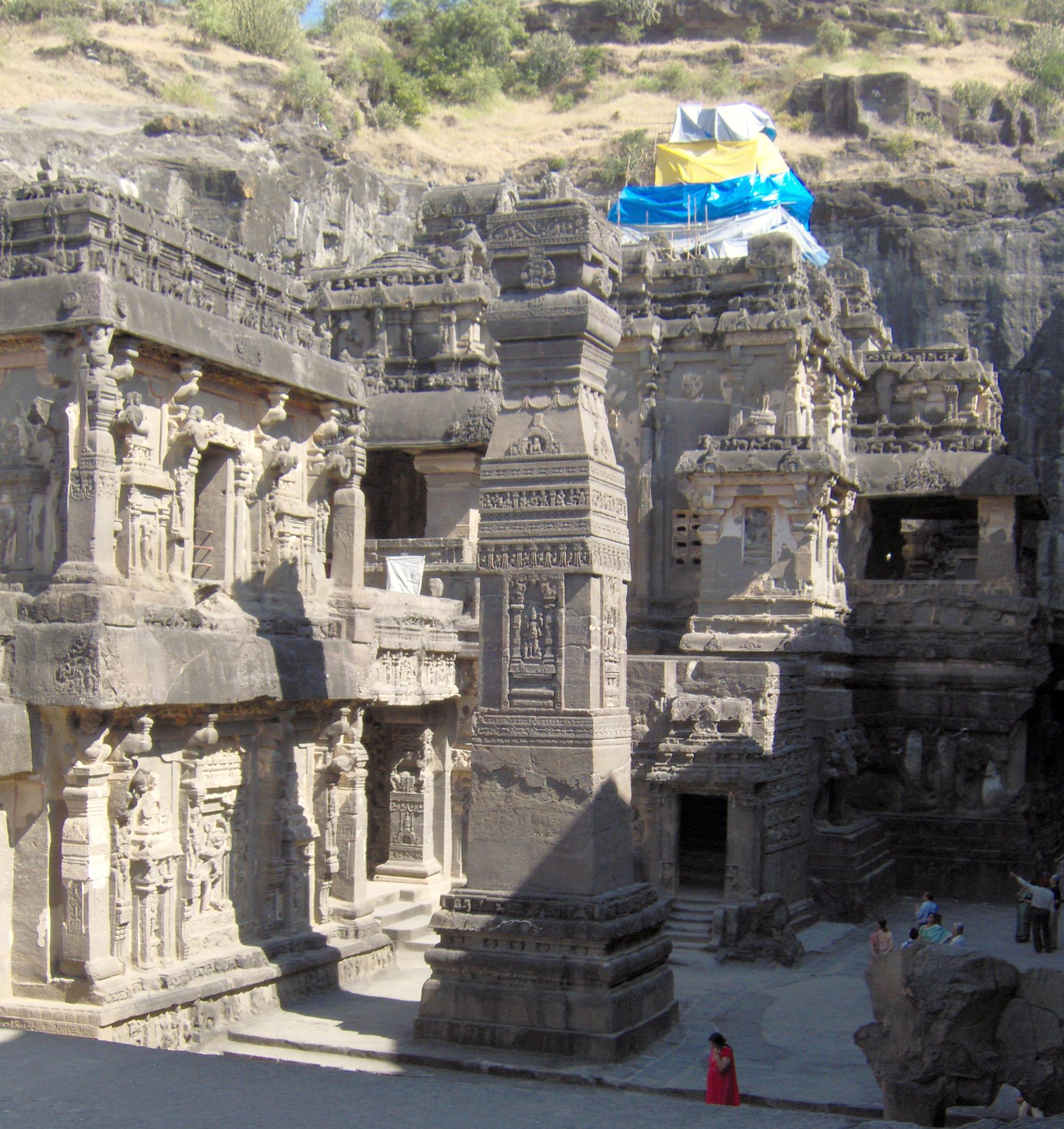
Pilier sculpté dans la cour.
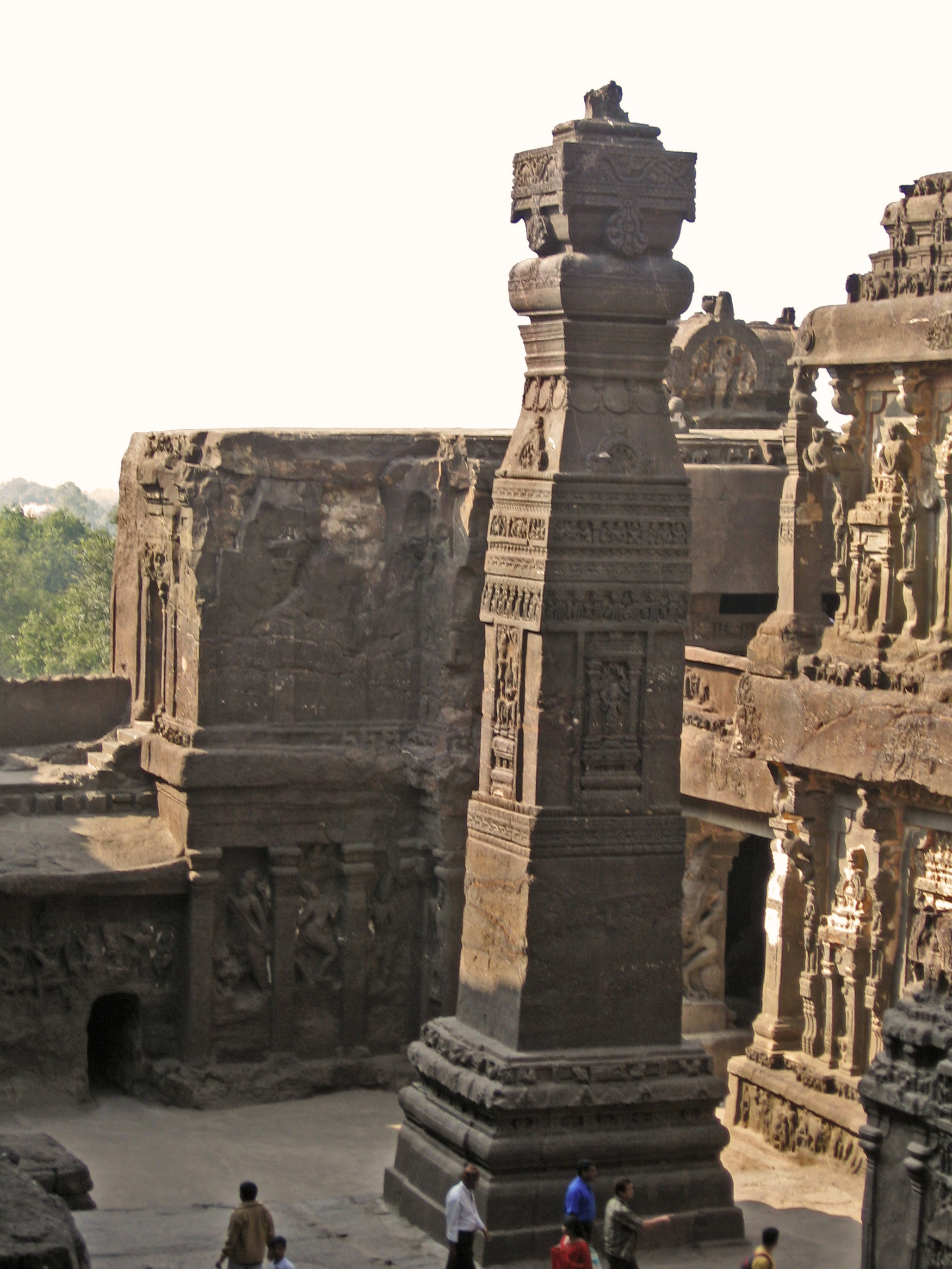
Autre pilier sculpté.
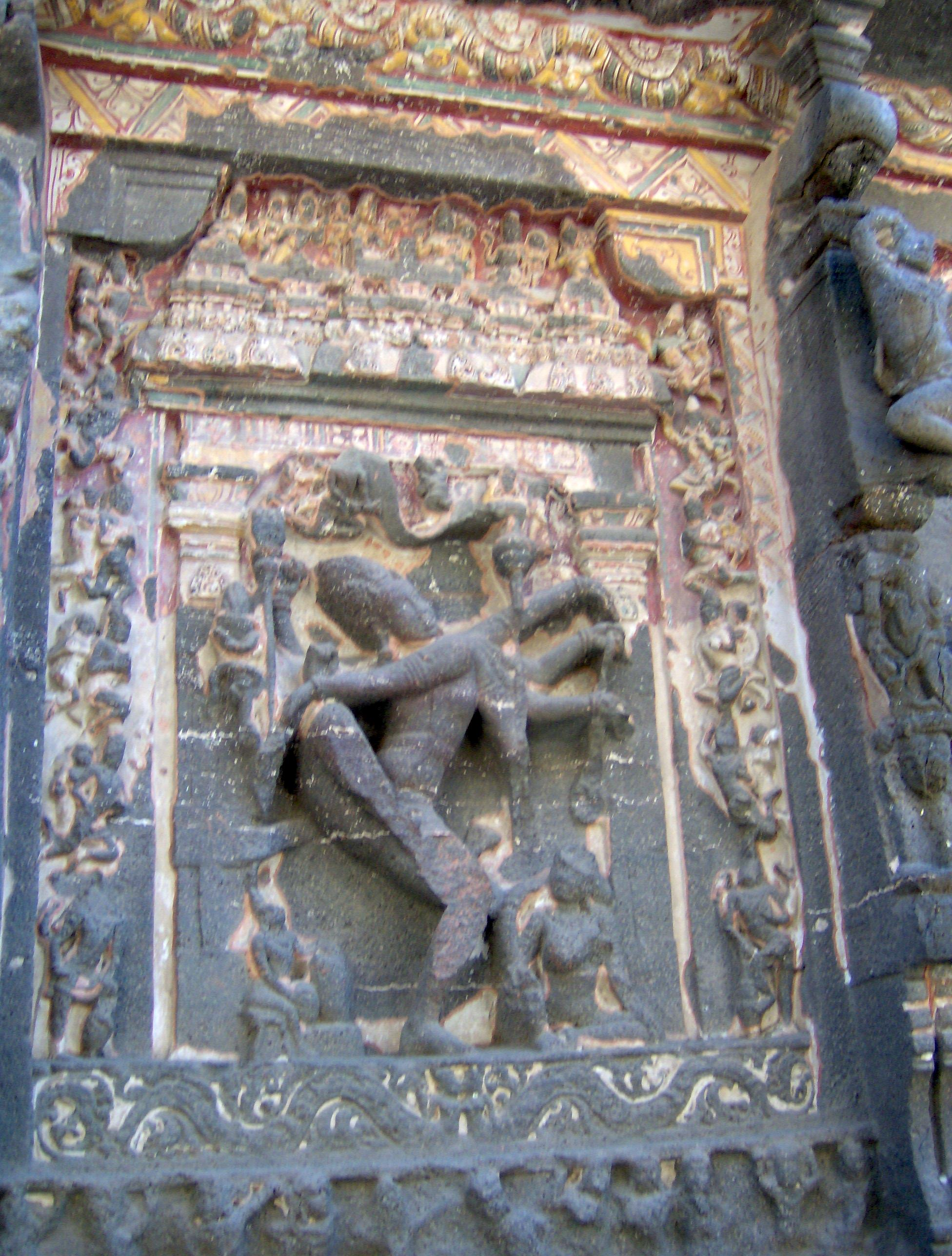
Shiva Nataraja.
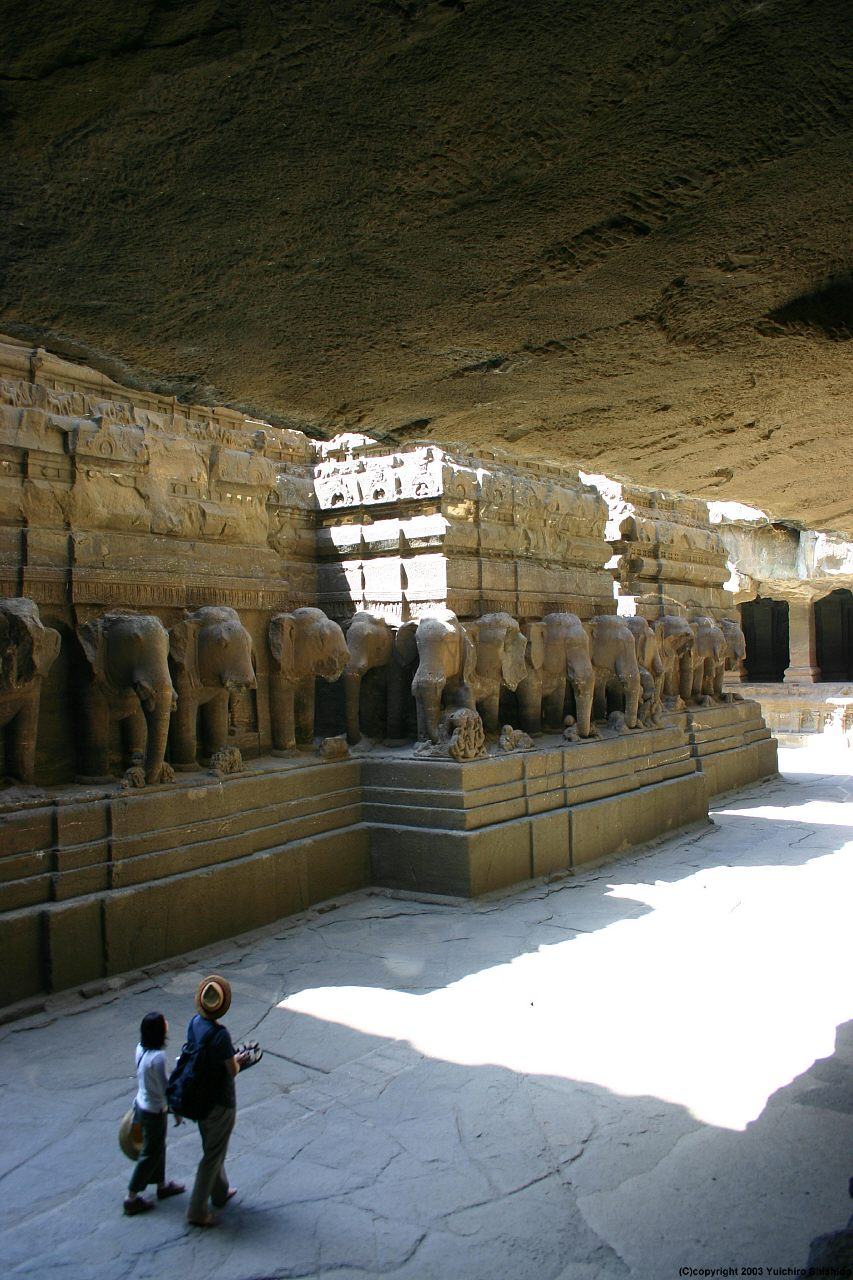
Le surplomb des galeries alentour.
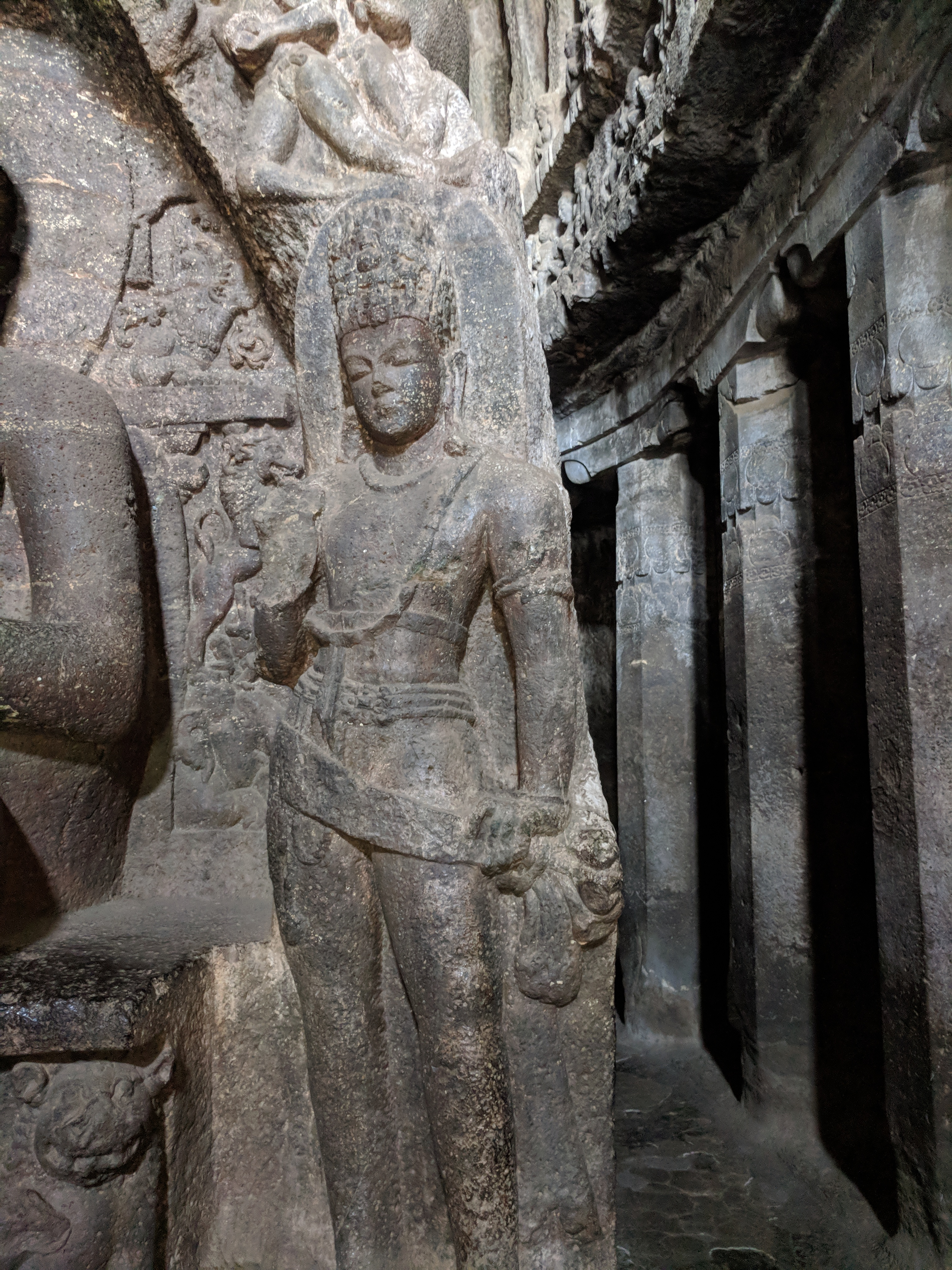
Divinité.